# Болетин (род грибов)
Болети́н, также болети́нус (лат. Boletinus) — род грибов, выделяемый из состава рода маслёнок (Suillus) семейства Suillaceae.

## Биологическое описание
Шляпконожечные трубчатые грибы. Поверхность шляпки сухая, бархатистая до опушённой, часто растрескивающаяся до волокнисто-чешуйчатой.
Ножка центральная или слабо эксцентричная, выполненная до полой, бархатисто-чешуйчатая, обычно без железистых точек.
Гименофор трубчатый, трубочки радиально расположенные, иногда почти переходящие в пластинки. У молодых грибов скрыты сухим частным покрывалом, впоследствии сохраняющимся в виде кольца на ножке или обрывков по краю шляпки.
Гифы с пряжками. Плевроцистиды инкрустированные, сгруппированные.

## Экология
Облигатные образователи эктомикоризы с хвойными. Плодовые тела образуются на земле, в виде исключения — на гниющей древесине.

## Таксономия

### Синонимы
- Euryporus Quél., 1886, nom. superfl.
- Fuscoboletinus Pomerl. & A.H.Sm., 1962

### Виды
- Boletinus asiaticus Singer, 1938 — Болетин азиатский
- Boletinus cavipes (Opat.) Kalchbr., 1867 — Болетин полоножковый
- Boletinus ochraceoroseus Snell, 1941
- Boletinus paluster (Peck) Peck, 1889
- Boletinus sinuspaulianus (Pomerl. & A.H.Sm.) Klofac & Krisai, 2014
- Boletinus spectabilis (Peck) Murrill, 1909 — Болетин примечательный